# Pavesi P4

Il trattore Pavesi P4.

Il Pavesi P4 era un innovativo trattore agricolo italiano progettato dal novarese Ugo Pavesi. Venne acquisito come trattore d'artiglieria dal Regio Esercito.

## Il P4 agricolo

### Storia
Il P4 fu progettato dall'ingegnere novarese Ugo Pavesi nel 1918, fondatore della società anonima La Motomeccanica Brevetti Ing. Pavesi, con sede a Milano. Oltre ad essere il primo trattore italiano a quattro ruote motrici (e tra i primi al mondo), presentava altre soluzioni innovative ed avveniristiche, quali le grandi ruote di uguale diametro ed il doppio telaio snodato. La macchina si distinse subito nei vari concorsi, tra i quali quello di Lendinara nel 1920, a Mantova l'anno successivo e poi a Milano nel 1929. In particolare la sua mobilità si dimostrò appieno a Verona nel 1931 sulle sabbie umide delle golene dell'Adige. Se da una parte le sue caratteristiche permettevano simili prestazioni fino ad allora mai viste, dall'altra ne aumentavano la complessità di gestione e soprattutto il prezzo: nel 1929 il prezzo di un P4 si attestava sulle 45 000 lire italiane, mentre un più rustico Landini testacalda ne costava 27 000; il modello non trovò quindi successo presso i piccoli e medi coltivatori. A dimostrazione della bontà del progetto iniziale, il P4 rimase in produzione, nelle tre versioni agricole, dal 1918 al 1942 e venne prodotto su licenza in diverse nazioni europee. Nel 1920 venne offerto anche in versione autocarro con il Camion trattore Pavesi P4. Nel 1932 l'Opera Nazionale Combattenti acquistò 70 trattrici per le opere di bonifica agraria dell'Agro Pontino.

### Tecnica

Il Pavesi P4M.

Una delle innovazioni maggiori del P4 sta nel suo autotelaio: esso è costituito da due telai separati, uno anteriore ed uno posteriore, uniti da un solo longherone tubolare; i due telai possono così ruotare uno rispetto all'altro sul piano trasversale in modo da avere sempre tutte le 4 ruote in trazione, mentre il volante, attivando un pignone sul longherone che ingrana sulle cremagliere delle traverse del telaio, fa ruotare i due telai uno rispetto all'altro sul piano orizzontale, permettendo la sterzata a "volta corretta". Il motore, il cambio ed il primo differenziale sono installati sul telaio anteriore, così come il freno a mano ed a pedale e tutti gli organi di guida; un albero cardanico trasmette il moto dal cambio, sull'assale anteriore, al differenziale sull'assale posteriore. Da ognuno dei due differenziali fuoriescono lateralmente due semiassi, i cui pignoni trasferiscono il moto alla corona dalla ruota tramite una catena a bagno d'olio protetta da un carter in lamiera. Le grandi ruote metalliche a raggi da 1200 mm di diametro e 250 mm di larghezza consentono, con la loro grande luce da terra e la presa garantita da creste fisse, una grande aderenza ed il superamento di pendenze del 75%. Erano disponibili anche ruote con anello di gomma piena, dotate di 10 palette metalliche che venivano ribaltate sui raggi nella marcia su strada, mentre sui terreni fangosi e sciolti venivano aperte sul battistrada. Gli assali erano collegati al telaio da molle spirali, invece che dalle più pesanti balestre. Un meccanismo a manovelle inoltre permetteva di sollevare le ruote di un lato, in modo che arando entrosolco comunque il telaio manteneva l'assetto orizzontale. Il serbatoio del petrolio è posizionato tra il sedile del conduttore (a destra) e quello del passeggero/meccanico, mentre il serbatoio ausiliario per l'avviamento a benzina è montato a vista sul cofano motore. A richiesta era disponibile la presa di forza a puleggia per l'azionamento, tramite cinghia, di trebbiatrici e mulini. Ideale nell'aratura profonda e nello scasso, poteva trainare un monovomere a 50 centimetri di profondità lavorando un ettaro al giorno, oppure un esavomere a 15–20 centimetri su 4–5 ettari al giorno.
Il P4 era rivoluzionario anche nella motorizzazione: per la sua trattrice Ugo Pavesi realizzò un rivoluzionario motore a petrolio/benzina a due cilindri contrapposti, da 4520 cm³, erogante 25 hp. L'anno successivo al lancio del trattore, nel 1919, fu approntata la versione P4M con motore a petrolio/benzina da 4700 cm³ da 40 hp.

### Caratteristiche tecniche
| Modello                        | P4                                         | P4S                                        | P4M                                    |
| ------------------------------ | ------------------------------------------ | ------------------------------------------ | -------------------------------------- |
| Anni di produzione             | 1918–1930                                  | 1927                                       | 1919–1942                              |
| Tipo di motore                 | 2 cilindri contrapposti a petrolio/benzina | 2 cilindri contrapposti a petrolio/benzina | 4 cilindri in linea a petrolio/benzina |
| Cilindrata cm³                 | 4520                                       | 4520                                       | 4700                                   |
| Potenza (hp/giri)              | 15–20/900                                  | 25/900                                     | 40/1300                                |
| Velocità minima/massima (km/h) | 2,2/7,8                                    | 2,2/7,8                                    | 2,6/10,7                               |
| Marce avanti/retromarce        | 2/2                                        | 2/2                                        | 3/1                                    |
| Lunghezza/larghezza (m)        | 3,3/1,9                                    | 3,3/1,9                                    | 3,5/1,9                                |
| Peso (kg)                      | 2500                                       | 2500                                       | 3300                                   |

## Il trattore d'artiglieria P4/100

### Storia

Un P4 Mod. 30

Il successo che mancò al P4 in ambito agricolo, arrivò invece per la versione militare. Il Regio Esercito selezionò la versione "Pavesi P4/100" come trattore d'artiglieria pesante nel 1923.
La Motomeccanica infatti, che aveva già sperimentato veicoli corazzati su ruota con il modello Pavesi 35 PS, presentò la versione militare, P4/100 al concorso indetto nel 1923 dal Ministero della Guerra per un «trattore ad aderenza totale per il traino di artiglieria pesante», sbaragliando la concorrenza della Fiat e dell'Ansaldo. Il modello prescelto venne leggermente modificato ed allungato, denominato "Trattore pesante campale Mod. 25" e ordinato in una piccola pre-serie di 45 esemplari. Ulteriori sperimentazioni sul campo, il mezzo ricevette ulteriori modifiche, soprattutto al cambio, che portarono alla versione di serie "Mod. 26". Questo modello definitivo ricevette una commessa per 1 000 mezzi, che però non risultava alla portata delle capacità produttive della Pavesi, motivo per il quale la licenza di produzione del trattore d'artiglieria venne ceduta alla Fiat e alla sua controllata Società Piemontese Automobili (SPA), mentre la produzione del trattore agricolo venne invece mantenuta dalla Pavesi stessa. Nel 1931 il trattore venne ulteriormente migliorato con il lancio del "Mod. 30", seguito nel 1934 "Mod. 30A".
Il mezzo veniva assegnato in ragione di 5 esemplari per ogni batteria, dei quali 4 per il traino dei pezzi ed uno di riserva. Nelle varie versioni venne impiegato in 82 esemplari nella guerra civile spagnola dal Corpo Truppe Volontarie e in 136 nella Guerra d'Etiopia. Allo scoppio della seconda guerra mondiale era ancora in dotazione all'artiglieria di corpo d'armata per il traino dei pezzi 105/28, 105/32, 149/12 Mod. 14, Škoda 15 cm Vz. 1914, 149/19 Mod. 1937 e per il traino del pezzo contraereo 75/46 C.A. Mod. 1934; venne utilizzato su tutti i fronti, fino ad essere sostituito nel 1942 sulle linee di montaggio e sul campo di battaglia dal SPA TM40.

Un P4 Mod. 30A con la copertura montata

Il trattore si affermò anche sul mercato estero. Nel Regno Unito dal 1929 fu prodotto su licenza dalla Armstrong Siddeley sia per il mercato civile che per quello militare, venendo acquisito in 5 esemplari dal British Army, che lo testò lungamente. La Grecia ricevette, nel 1935, 224 trattori Mod. 30A che, paradossalmente, trovarono poi impiego sull'accidentato fronte greco-albanese contro le truppe italiane. L'Ungheria acquistò un primo lotto di P4/100 nel 1924; in seguito, nel 1934, nell'ambito di una vasto programma di forniture italiane, che andavano dagli aerei ai carri armati, l'Ungheria produsse su licenza il Weiss Manfréd-Pavesi P4/100 per i suoi reparti di artiglieria pesante. In Svezia il mezzo era conosciuto come Artilleritraktor m/28 typ Pavesi, mentre la Finlandia ai quattro Mod. 26 ordinati negli anni 1920, fece seguire un ulteriore ordine per 23 Mod. 26 e un Mod. 30A. I P4 furono i primi mezzi ruotati acquistati  dalla Bulgaria dopo il disarmo imposto dal Trattato di Neuilly, ricevendo nel 1930 il Mod. 26, seguito nel 1935 e nel 1938 rispettivamente più di 100 Mod. 30 ed oltre 50 Mod. 30A. In Spagna, il P4 fu impiegato dalle truppe italiane del Corpo Truppe Volontarie, rimanendo poi in servizio con l'esercito di Francisco Franco. Dopo l'armistizio, venne impiegato dai tedeschi e ridenominato Radschlepper Pavesi Typ P 40-100 (i).
Il telaio del P4/100 fu utilizzato come base dalla Ansaldo per dei prototipi di autoblindo, come la Pavesi 35 PS, e semoventi controcarri. La Fiat-SPA invece derivò dal P4 il trattore d'artiglieria leggero Pavesi TL31, che venne acquisito in pochi esemplari dall'esercito ma non si rivelò soddisfacente, venendo sostituito dal moderno Fiat-SPA TL37.

### Tecnica

Vittorio Emanuele III di Savoia passa in rassegna una batteria di obici da 105/28 trainati da Pavesi P4 Mod. 30A muniti di pneumatici

Il trattore d'artiglieria è basato sulla meccanica della versione agricola, su due telai con trazione integrale. Le modifiche riguardano l'installazione di carrozzerie aperte sui due telai, con ampi parafanghi. Il telaio anteriore ospitava una carrozzeria aperta con copertura amovibile in tela, a soffietto, ed anteriormente montava un motore a 4 cilindri in linea da 4700 cm³, a petrolio con avviamento a benzina, potenziato a 57 hp a 1500 giri al minuto. Sul lato destro venne installato un verricello per il recupero e lo spostamento dei pezzi, da 3800 kg di sforzo massimo, aumentabili a 5000 kg con una puleggia di rinvio. La carrozzeria del telaio posteriore era più ampiamente modificata; il cassone ospitava sei sedili per i serventi nel Mod. 26 e quattro nel Mod. 30, che quando ribaltati lasciavano un vano di carico da 1000 o 2000 kg nei due modelli rispettivamente. Anche il cassone poteva essere coperto con un telone impermeabile su archetti amovibili.  I grandi parafanghi, bordati lateralmente, potevano ospitare il bagaglio dei serventi o altri materiali. Le ampie ruote munite di anello di gomma piena e palette ripiegabili erano ottime sui terreni sconnessi italiani, sprofondavano invece sui terreni sabbiosi e soffici delle colonie; così nel 1937 furono adottati, sui Mod. 30 e 30A, gli pneumatici Pirelli "Sigillo verde".
Il prototipo P4/100 selezionato fu leggermente allungato nel Mod. 25 della preserie. Il mezzo definitivo di serie, il Mod. 26 differiva per modifiche al cambio. Il successivo Mod. 30 incorporava un carburatore Zenith e miglioramenti nella trasmissione; per quanto riguarda la carrozzeria, il serbatoio ausiliario, installato sul cofano, era più appiattito e la pedana posteriore era rinforzata. Nel Mod. 30A veniva introdotta una strumentazione più completa con un indicatore del livello carburante "Azimut" ed un tachimetro, mentre l'installazione della dinamo (senza batteria) permise la sostituzione delle fanalerie a carburo con fanali elettrici.